# Ya'ar HaMeginnim
Ya'ar HaMeginnim (hebreiska: Ya’ar HaMeginnim, עיר המגנים) är en skog i Israel. Den ligger i den centrala delen av landet.